# José De Queiros
José Fernando De Queiroz (nascido no dia 9 de agosto de 1954 em Lisboa) é um astrônomo amador suíço e dono de restaurante em Falera no cantão suíço de Grisões. 

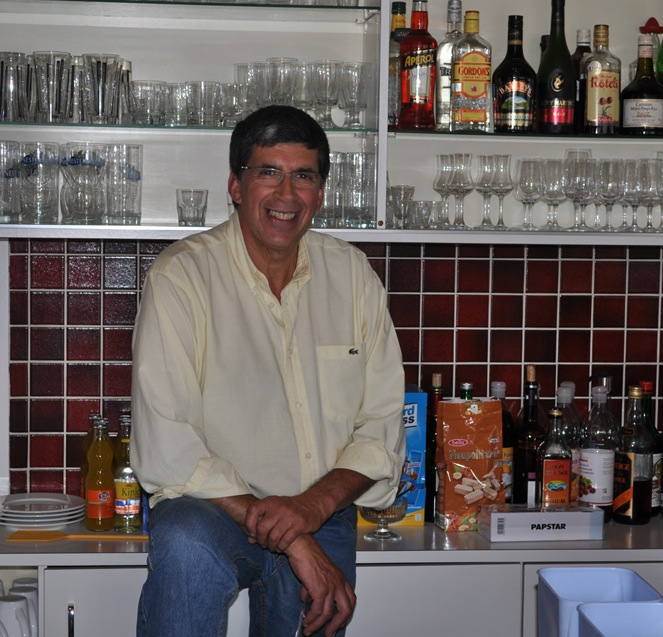
José de Queiroz no seu restaurante «Encarna»

## Biografia
Em 1956, a família de Queiroz se mudou de Lisboa para Braga no norte de Portugal, onde José frequentou a escola e um colégio técnico. Ele seguiu estudando química no Instituto Superior de Engenharia em Porto. Depois da Revolução de 25 de Abril de 1974, de Queiroz se mudou para a Suíça em 1974.

## Hotelaria
Graças às suas habilidades linguísticas, de Queiroz encontrou um trabalho em Les Diablerets numa colônia de férias para crianças de famílias de classe média alta. Depois de um ano, porém, ele mudou para a hotelaria, trabalhando por vários anos em hotéis no cantão Vaud, nas montanhas de Berna, e finalmente no hotel «Guardaval Sporz» em Lenzerheide, em Grisões. Ao mesmo mesmo tempo, ele frequentou um curso de hotelaria alpina e se formou como assistente de diretor de hotéis. Em Lenzerheide, ele conheceu Ladina Jezek, com quem se casou em 1985. O casamento lhe valeu a cidadania Suíça, com domicílio em Zernez no vale do Engadin – a  cidade natal da sua esposa. O casal se mudou para Falera na Surselva, onde de Queiroz trabalhou por dois anos como assistente de diretor do hotel «La Siala».
Em 1986, nasceu a filha Marcia e, um ano depois, o casal assumiu a gerência do restaurante «Prau la Selva», em Flims. A partir de 1989, de Queiroz geriu o restaurante «Casa Seeli» em Falera, até 2005, quando um novo dono queria assumir o restaurante. Pouco depois, de Queiroz alugou o restaurante «Encarna» em Falera, o qual ele dirige até hoje.   

## Astronomia

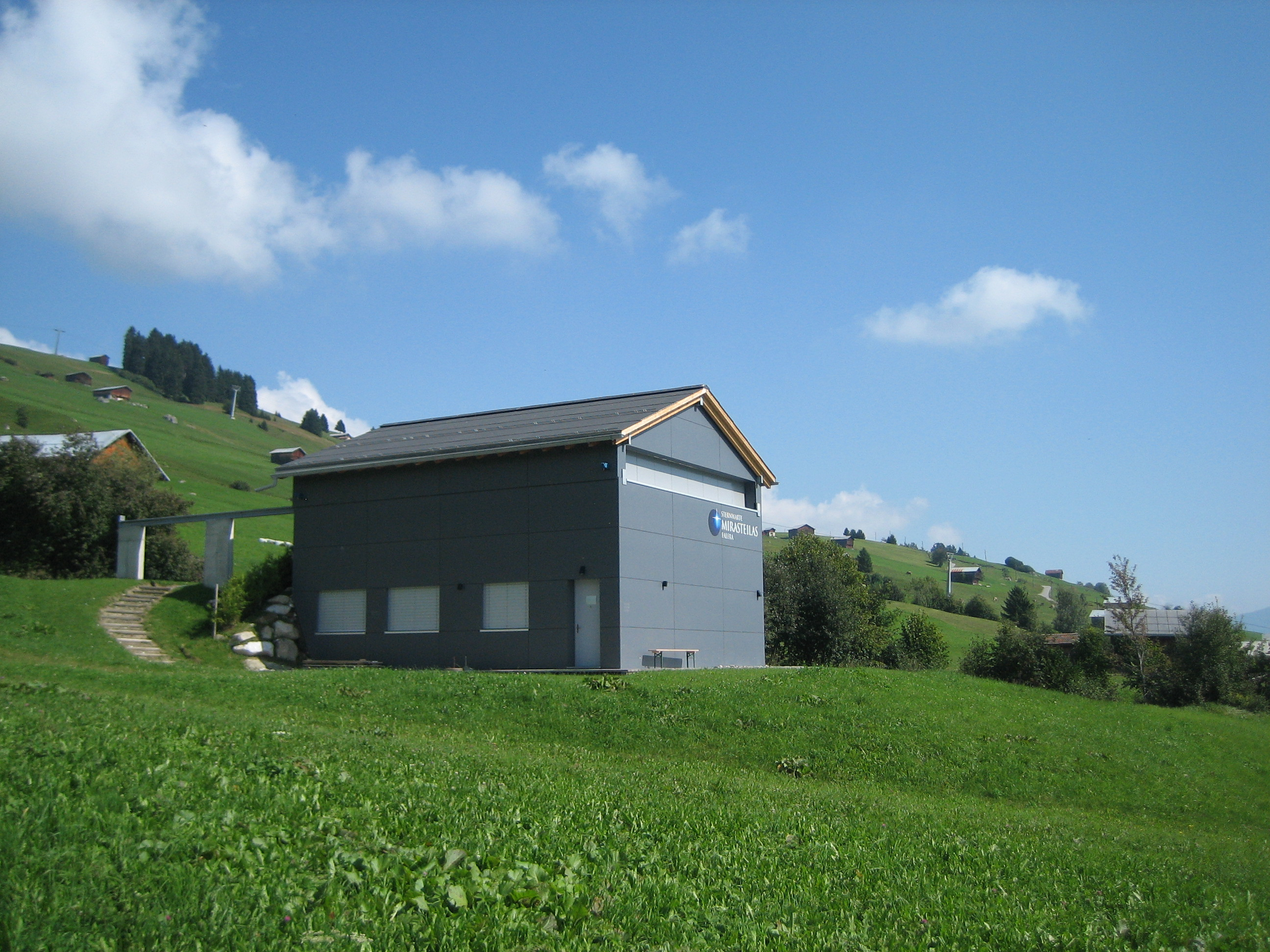
Observatório Mirasteilas

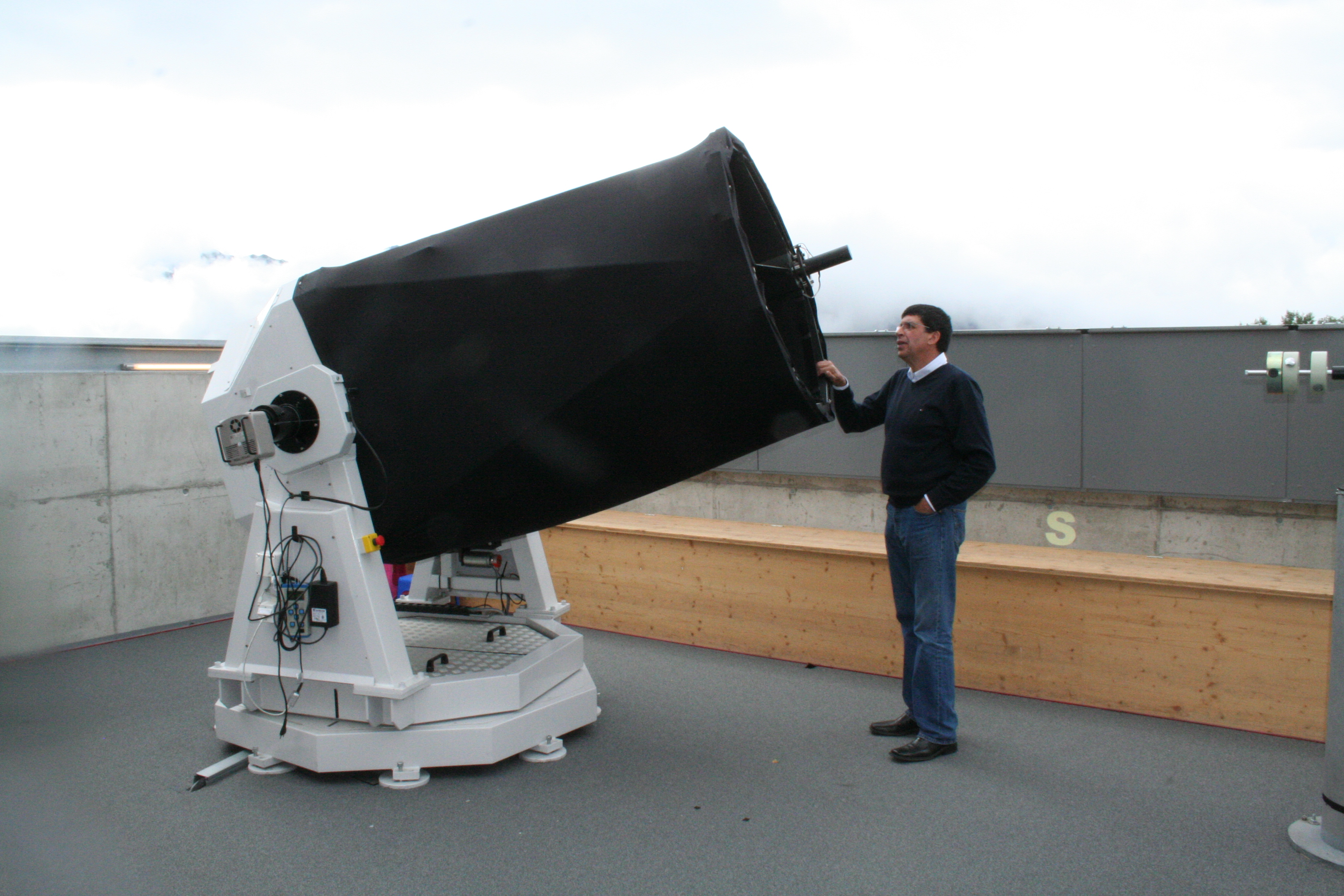
José de Queiroz em frente do telescópio Cassegrain Teleskop

Em Falera, José de Queiroz começou a se interessar por astronomia. No outono de 1999 ele observou pela primeira vez o céu noturno da sua sacada com um pequeno telescópio. Ele começou a estudar por iniciativa própria e o tamanho dos telescópios aumentou. Em 2000, ele virou um membro muito ativo da Sociedade Astronômica dos Grisões e, graças à iniciativa dele, a primeira reunião de astrônomos teve lugar em Falera em 2002. Outras seguiram e especialistas conhecidos como Bruno Stanek e o astronauta Claude Nicollier vieram a dar palestras. 
Os encontros de astronomia em Falera chegaram a ser apreciados e bem frequentados por astrônomos amadores de toda Suíça e países vizinhos; entre 18 e 21 setembro 2014 se realizou o 13° encontro .
A construção do observatório Mirasteilas em Falera também se deve à iniciativa de José de Queiroz. Inaugurado em 2007 , com um telescópio Cassegrain de 90 cm – o maior telescópio-espelho dos observatórios particulares suíças – Mirasteilas é o maior observatório aberto ao público da Suíça. Como reconhecimento para os seus atos, de Queiroz recebeu, no dia 9 de junho de 2009, a cidadania do município de Falera .
Em 2003, junto com Rolf Stauber da Sociedade Astronômica dos Grisões, de Queiroz realizou o ‘caminho dos planetas’ entre Falera e Larnags/Murschetg. Os fornecedores do seu restaurante custearam os 13.000 francos para a sua construção.   

## Planetas pequenos
De Queiroz descobriu o primeiro planeta pequeno no dia 18 de março de 2009; o mais recente – com o nome provisório de 2010 GP75 – ele fotografou na noite entre o dia 13 e 14 de abril 2010 . Estas descobertas são declaradas ao Minor Planet Center na União Astronômica Internacional, onde dados sobre planetas pequenos, asteroides a cometas são coletados e verificados. José de Queiroz descobriu até hoje 62 asteroides; no outono de 2009 ele identificou três asteroides até então desconhecidos, os quais receberam o nome de ‘Falera’, ‘Chur’ e ‘Marcia’ – este último sendo o nome da sua filha . Um outro asteroide, descoberto por seu amigo Stefano Sposetti do observatório do Ticino ‘Gnosca’, foi batizado com o nome de (72042) Dequeiroz .
Desde o outono de 2012, junto com outros astrônomos amadores – entre outros o citado Stefano Sposetti e o austríaco Gerhard Dangl – de Queiroz analisa dados de trânsitos de planetas, com os quais o diâmetro, a forma e o circuito dos planetas pequenos podem ser definidos.  